# 多站接入单元
多站接入单元（Multistation Access Unit，MAU）也称为令牌环集线器，是在令牌环网络中实现单个工作站互联的设备。
令牌环的网络结构在逻辑上是环型，但其物理结构则是星型。